# Kim Tu-bong
Kim Tu-bong, em coreano: 김두봉, (Busan, Gyeongsang, 16 de março de 1886 - RPDC, 1958-60) foi presidente do Partido dos Trabalhadores da Coreia, de 28 de agosto de 1946 até 30 de junho de 1949. Foi o primeiro a renunciar o cargo.